# 凱斯特萊恩斯米爾巴赫河
48°57′47″N 10°54′53″E / 48.96303°N 10.91486°E

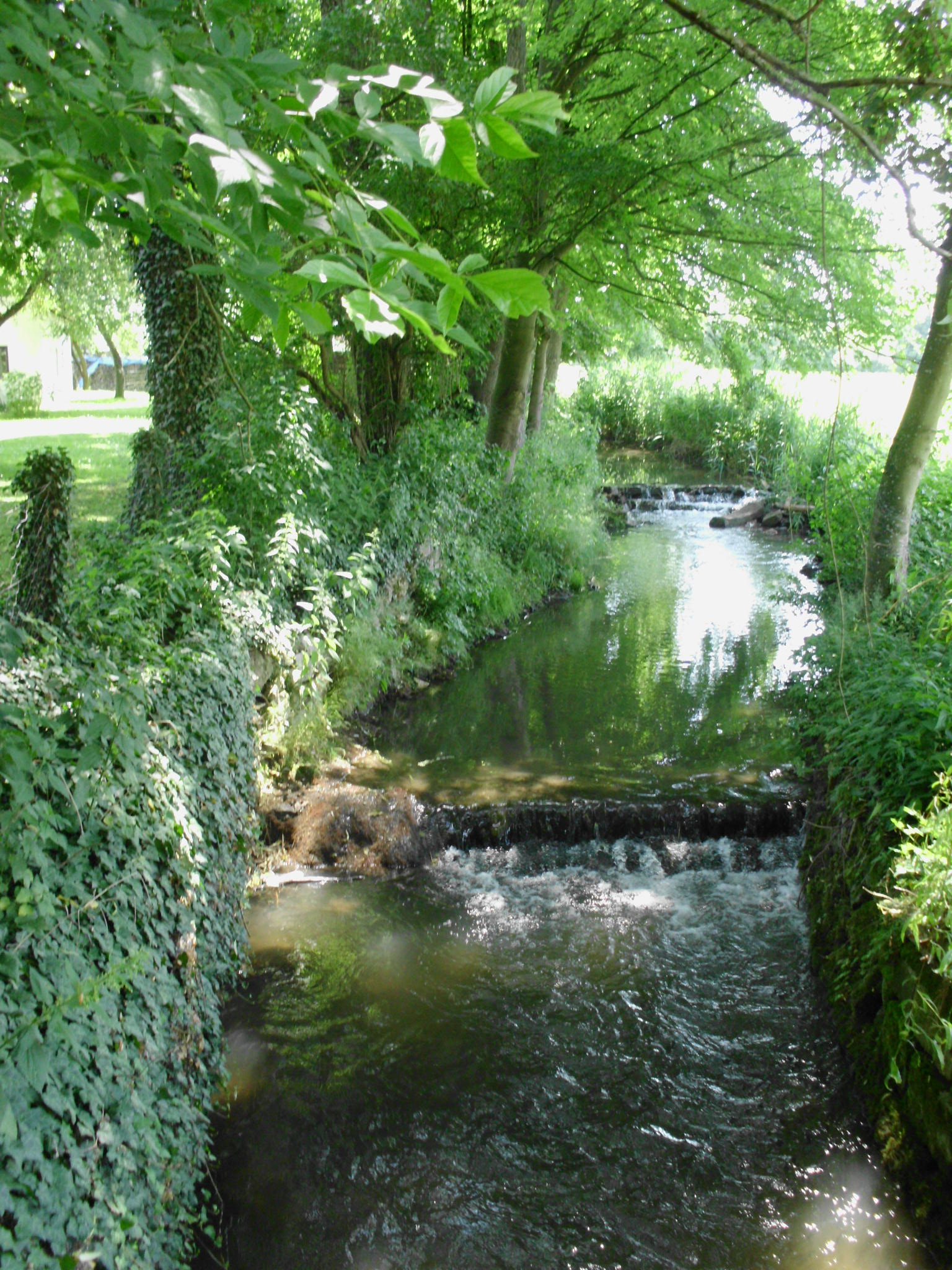

凱斯特萊恩斯米爾巴赫河是德國的河流，位於該國東南部，由巴伐利亞負責管轄，屬於尚巴赫河的右支流，河道全長2.4公里，發源自特羅伊希特林根。